# جی سوک جین
جی سوک جین کمدین کره‌ای، بازیگر و پخش کننده است. او از دانشگاه آژو با مدرک کارشناسی در مدیریت بازرگانی فارغ‌التحصیل شد.